# مرد زندگی من (فیلم ۲۰۰۶)
مرد زندگی من (به فرانسوی: L'Homme de sa vie) یک فیلم درام و عاشقانه فرانسوی به کارگردانی زابو بریتمن، نویسندگی بریتمن و اگنس دو ساسی و با بازی برنار کامپان و لیا دروکر است. این فیلم اولین بار در سال ۲۰۰۶ منتشر شد.

## داستان
مانند هر تابستان، فردریک و همسراش، تعطیلات را در خانه‌شان در دروم می‌گذرانند. یک روز عصر، هوگو، همسایه جدیدشان را به شام دعوت می‌کنند. هوگو و فردریک که تا سپیده دم برای بحث دربارهٔ عشق تنها می‌مانند، رابطه‌ای ایجاد می‌کنند که در دل آنها و اطرافیانشان دردسر ایجاد می‌کند…

## بازخوردها
وب‌سایت جمع‌آوری راتن تومیتوز، بر اساس ۱۹ بررسی، با میانگین امتیاز ۵٫۷ از ۱۰، ۴۷٪ تأیید را گزارش کرد. در متاکریتیک، که امتیاز عادی از ۱۰۰ را به نقدهای منتقدان جریان اصلی اختصاص می‌دهد، فیلم بر اساس ۴ نقد، میانگین امتیاز ۵۲ را دریافت کرد که نشان‌دهنده «نقدهای مختلط یا متوسط» است.